# علم حفريات الأحياء

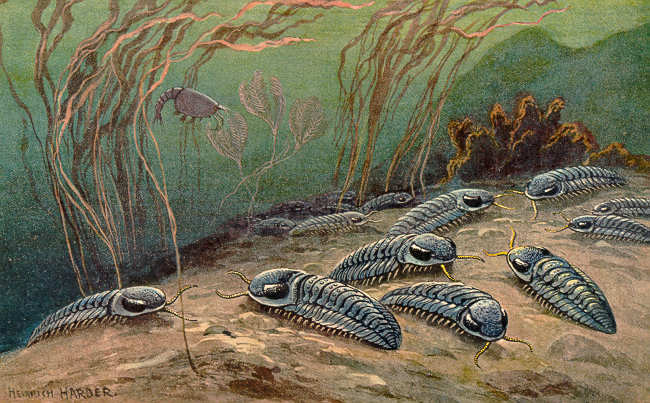
ثلاثيات الفصوص هاينريش هاردر

علم حفريات الأحياء (بالإنجليزية: Paleobiology)‏ هو مجال متنامٍ وجديد نسبيّاً يجمع بين أساليب ونتائج علم الأحياء في علوم الحياة مع أساليب ونتائج علم حفريات الأحياء الأرضيّة. يشار إليه أحياناً باسم البيولوجيا الأرضيّة.
يستخدم علم حفريات الأحياء البحث الميداني البيولوجي للكائنات الحيّة الحاليّة والحفريّات التي تعود إلى ملايين السنين من أجل الإجابة على أسئلة التطوّر الجزيئي والتاريخ التطوّري للحياة. في هذا البحث العلمي، عادةً يتمّ تحليل الأحافير الكبيرة، والأحافير المجهريّة والأثر الحفري. ومع ذلك، فإن التحليل الكيميائي الحيوي في القرن الحادي والعشرين لعينات الدنا وعينات الرنا يوفّر الكثير من الأمل، بشكل مشابه للبناء الحيوي لشجرة تطوّر السلالات.
يعرف الباحث في هذا المجال باسم عالم أحياء الحفريّات.

## مجالات البحث الهامّة
- علم النباتات القديمة، يطبّق مبادئ وطرق علم الأحياء القديمة على النباتات، وخاصّةً نباتات الأرض الخضراء، ولكن يشمل أيضاً الفطريّات والأعشاب البحريّة (الطحالب).
- علم الحفريّات الحيوانيّة، يستخدم أساليب ومبادئ علم الأحياء القديمة لفهم الحيوانات، سواء الفقاريّات أو اللافقاريّات.
- علم الأحافير الدقيقة، يطبّق المبادئ والطرق القديمة على البكتيريا القديمة والبكتيريا والطلائعيّات وحبوب اللقاح/البوغ المجهريّة.
- علم الفيروسات القديمة، يفحص التاريخ التطوريّ للفيروسات على النطاقات الزمنية الفيروسيّة.
- الكيمياء الحيوية القديمة، تستخدم طرق ومبادئ الكيمياء العضويّة لاكتشاف وتحليل الأدلّة على المستوى الجزيئي للحياة القديمة، سواء المجهريّة أو بالعين المجرّدة.
- علم البيئة القديمة، يدرس هذا العلم النظم البيئيّة والمناخيّة والجغرافيّة السابقة لفهم حياة ما قبل التاريخ بشكل أفضل.
- علم التاريخ الحفري، يحلل تاريخ ما بعد الوفاة (على سبيل المثال، التحلل) لكائن حي من أجل اكتساب نظرة ثاقبة على سلوك الكائن الحيّ المتحجّر وموته وبيئته.
- أثر حفري، يحلل أثر الحيوانات والحت الحيواني والآثار والجحور والانطباعات، وغيرها من الآثار الحفريّة التي خلقتها الكائنات القديمة، من أجل إلقاء نظرة ثاقبة على سلوكها وبيئتها.
- علم الحفريّات الطبقيّة، يدرس التغيرات حسب المقياس الزمني الجيولوجي، بالإضافة إلى تسلسل التغيّرات الطبقيّة التي تحدث على المدى القصير، على الخصائص والسلوكيّات العضويّة.
- علم الأحياء النمائي التطوري، يفحص الجوانب التطوريّة لأنماط ومسارات النمو والتطوّر أثناء تطوّر الحياة –المكوّنات المنقرضة والموجودة اليوم-.

## علماء أحياء الحفريّات
مؤسس أو «الأب الروحي» لعلم حفريات الأحياء الحديثة كان البارون فرانز نوبكسا (1877- 1933)، وهو عالم مجري تدرّب في جامعة فيينا.
مع ذلك، فإن الفضل في صياغة كلمة علم الأحياء القديمة نفسها يجب أن ينسب إلى البروفيسور تشارلز شوشيرت. حيث اقترح هذا المصطلح في عام 1904 «علم جديد واسع» يتداخل مع «علم الحفريّات التقليدي» بأدلّة ورؤى الجيولوجيا والكيمياء النظريّة.
من ناحية أخرى، تمّ الاستشهاد بتشارلز دوليتل والكوت عضو معهد سميثسونيان على أنّه «مؤسّس علم حفريات أحياء العصر ما قبل الكامبري». ويعرف أيضاً بأنّه مكتشف أحافير طفل بورغيس في العصور الكامبريّة الوسطى، في عام 1883، وجد هذا المنسّق الأمريكي «أول خلايا أحفوريّة من العصر ما قبل الكامبري» وهي شعاب ستروماتوليت التي عرفت باسم طحالب الكريبتزون. في عام 1899 اكتشف أول الخلايا الأحفوريّة، كالعوالق النباتيّة والطحالب من العصر ما قبل الكامبري. أخيراً، في عام 1914، أبلغ والكوت عن «خلايا دقيقة وسلاسل من أجسام تشبه الخلايا» تنتمي إلى البكتيريا الأرجوانيّة من العصر ما قبل الكامبري.
في وقت لاحق من القرن العشرين، احتلّ علماء الأحياء المجهريّة مكاناً بارزاً في العثور على أحافير الدهر السحيق ودهر الطلائع ودهر الأحافير الدقيقة: في عام 1954، وصف ستانلي أ. تايلر وإيلسو س. بارغوم بكتيريا زرقاء –فطريّة- كالميكروبيوم تعود إلى 2.1 مليار عام في موقع غانفلينت تشيرت الأحفوريّ.
بعد مرور 11 عام، تحدّث بارغورن وج. ويليام شوب عن البكتيريا الدقيقة المحفوظة مسبقاً في منطقة بريمن سبرينغز في حوض أماديوس، وسط أستراليا.
أخيراً، في عام 1993، اكتشف تشوبف البكتيريا الزرقاء المنتجة للأوكسجين في موقعه أبيكس تشيرت الذي يبلغ عمره 3.5 مليار عام في بيلبارا كراتون، ماربل بار، في الجزء الشمالي الغربي من غرب أستراليا. لذلك كان علماء أحياء الحفريات في النهاية يطالبون بأصول «حدث الأكسجة الكبير» في العصر ما قبل الكامبري.